# Kønsorgan
Kønsorganer eller kønsdele (genitalia – fordansket "genitalier") er de organer som benyttes til forplantning blandt mennesker og dyr.

## Liste med menneskelige kønsorganer
- Kvindens kønsorganer – samlet side med illustration.
  - Klitoris – lille knop med forhud, meget følsom, bruges til seksuel stimulering.
  - Kønslæbe – ydre og indre organ omkransende indgangen til skeden og urinrøret.
  - Livmoder – organ til at beskytte og nære æg, samt senere fosteret.
  - Ovarium – modning af æg og hormonproduktion, opbevaring af umodne æg.
  - Skede – organ hvor penis indføres og det nyfødte barns udgang ved fødslen.
  - Æggeleder – fører æg fra ovarie til livmoder.
- Mandens kønsorganer – samlet side med illustration.
  - Penis/Tissemand – ydre organ til indføring i skeden, bruges også som urinvej
  - Testikel – organ hvor sædcelleproduktionen foregår
  - Prostata – organ der danner en del af sædvæsken

## Liste med dyrs kønsorganer
Som ikke findes hos mennesker.
- Gat – fisk (hannen)
- Ligula – Nogle (alle?) blæksprutter.

## Eksterne adresser
- Nature, 25 September 2003 Octopuses get erections. Inflatable organ may aid camouflage. Citat: "...ligula...Its structure is remarkably similar to mammal penises and clitorises..."

| Anatomi | Spire Denne artikel om anatomi er en spire som bør udbygges. Du er velkommen til at hjælpe Wikipedia ved at udvide den. |

| Sex | Spire Denne artikel om sex eller sexologi er en spire som bør udbygges. Du er velkommen til at hjælpe Wikipedia ved at udvide den. |